# 弓削聞平 スマイルディッシュ
『弓削聞平 スマイルディッシュ』（ゆげぶんぺい スマイルディッシュ）は、2020年4月3日からRKB毎日放送（RKBラジオ）で放送されているトーク番組である。

## 番組概要
福岡で飲食業にまつわる人物をゲストに招き、これまでの経歴やこれからの夢などについてトークする番組。

## 放送時間
- 月曜日 18:45 - 19:00（JST。2020年9月28日 - 11月[2]）
- 金曜日 18:45 - 19:00（JST。2020年11月 - [3]）

### 過去の放送時間
- 金曜日 14:45 - 15:00（JST。2020年4月3日 - 2020年9月25日）

## パーソナリティ
- 弓削聞平
- 田中みずき

## スポンサー
- ナッツRV